# 相原史乃
相原 史乃（あいはら しの、1974年2月28日 - ）は、日本の政治家。衆議院議員を1期務めた。

## 来歴・人物
タンザニア連合共和国ダルエスサラーム州ダルエスサラームで生まれる。父親は外務省勤務。母方の祖母は慶應義塾大学初の女子学生である河津富美子。
2歳半までタンザニア、2歳半から4歳まで香港、4歳から6歳までスリランカ、9歳から11歳までアメリカ合衆国で過ごす。千代田区立麹町小学校、お茶の水女子大学附属中学校、お茶の水女子大学附属高等学校、慶應義塾大学総合政策学部卒業。
印刷・不動産会社の経営に携わり、飲食業会社を起業。小沢一郎政治塾第一期生。
2009年（平成21年）8月30日の第45回衆議院議員総選挙に比例南関東ブロックから民主党公認で出馬する。単独39位で当選。この際には小沢ガールズと呼ばれた。
2011年（平成23年）2月17日には民主党が選挙で掲げたマニフェストを守ることを目的とした民主党政権交代に責任を持つ会に入会した。
2012年（平成24年）の消費増税をめぐる政局では、6月26日の衆議院本会議で行われた消費増税法案の採決で、党の賛成方針に反して反対票を投じた。7月2日には山岡賢次らを介して離党届が提出された。民主党は7月3日の常任幹事会で離党届を受理せず除籍処分とする方針を決定し、7月9日の常任幹事会で正式決定した。
同年7月11日、国民の生活が第一結党に参加した。11月28日、日本未来の党結成に伴い、参加。
同年12月16日の第46回衆議院議員総選挙には、千葉5区から出馬するも民主党や民主党離党者への逆風は強く、落選（得票数：14,913票、得票率：6.4%）。供託金没収。